# Асанов, Али Асанович
Али Асанович Асанов (1901 год — 2 ноября 1938 года, Симферополь) — крымскотатарский и советский педагог и общественно-политический деятель, народный комиссар образования Крымской АССР 1930—1934.

## Биография
В 1925 году окончил Педагогическую академию им. Крупской в Москве, куда поступил в 1923 году. В 1925-27 годах — заведующий Бахчисарайским отделом народного образования, в 1930-34 годах — народный комиссар образования Крымской ССР. 20 апреля 1934 года снят с должности из-за нерешительности в борьбе с «буржуазным национализмом» и назначен директором Крымского НИИ национально-культурного строительства. В 1935-37 годах — главный редактор судацкой районной газеты «Бригадир».
Арестован 22 июля 1937 года в Москве, на время ареста — курсант Центральных курсов редакторов и переводчиков при ЦК партии. 2 ноября 1938 года приговорен Военной коллегией Верховного суда СССР к высшей степени наказания и в тот же день расстрелян. Реабилитирован 12 декабря 1959 г., посмертно.